# 高原委陵菜
高原委陵菜（学名：Potentilla pamiroalaica）是蔷薇科委陵菜属的植物。分布于俄罗斯中亚地区以及中国大陆的新疆、西藏等地，生长于海拔3,300米至4,700米的地区，一般生长在山坡和河谷阴处，目前尚未由人工引种栽培。